# تيشومي غيتو
تيشومي غيتو (بالإنجليزية: Teshome Getu)‏ (مواليد 7 فبراير 1983 في إثيوبيا) لاعب كرة قدم إثيوبي دولي يجيد اللعب في خط الوسط . يلعب حاليا لصالح نادي إيبكو الإثيوبي منذ سنة 2006 .

## روابط خارجية
- تيشومي غيتو على موقع قاعدة بيانات كرة القدم.إي يو (الإنجليزية)
- تيشومي غيتو على موقع ناشيونال فوتبول تيمز (الإنجليزية)